# Isla Schwarz
Isla Schwarz är en ö i Argentina.   Den ligger i provinsen Santa Cruz, i den södra delen av landet, 1 600 km söder om huvudstaden Buenos Aires. Arean är 0,21 kvadratkilometer.
Terrängen på Isla Schwarz är mycket platt. Öns högsta punkt är 5 meter över havet. Den sträcker sig 0,6 kilometer i nord-sydlig riktning, och 0,6 kilometer i öst-västlig riktning.